# Cameroniola
Cameroniola is een geslacht van kevers uit de familie van de loopkevers (Carabidae). De wetenschappelijke naam van het geslacht is voor het eerst geldig gepubliceerd in 1999 door Baehr.

## Soorten
Het geslacht Cameroniola is monotypisch en omvat slechts de volgende soort:
- Cameroniola kryzhanovskiji Baehr, 1999